# Los Borbones en pelota

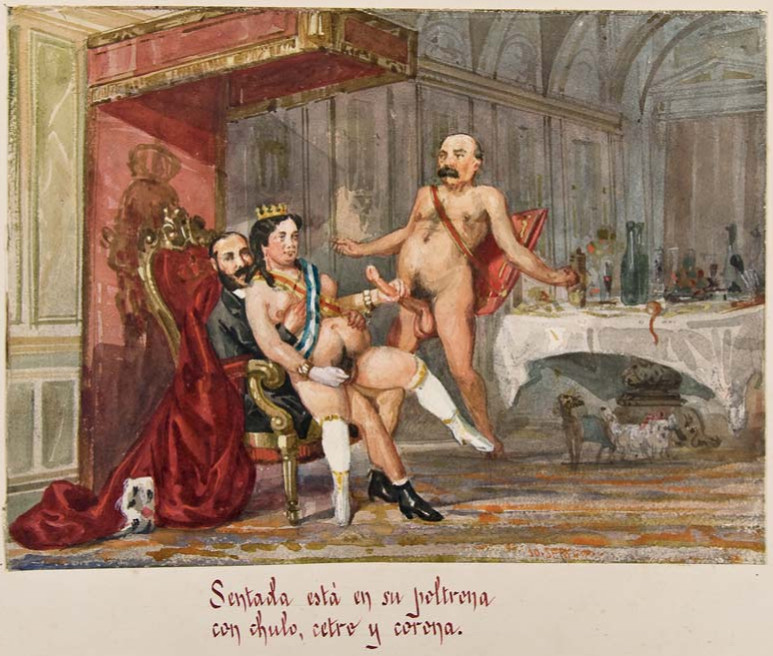
Lámina del álbum

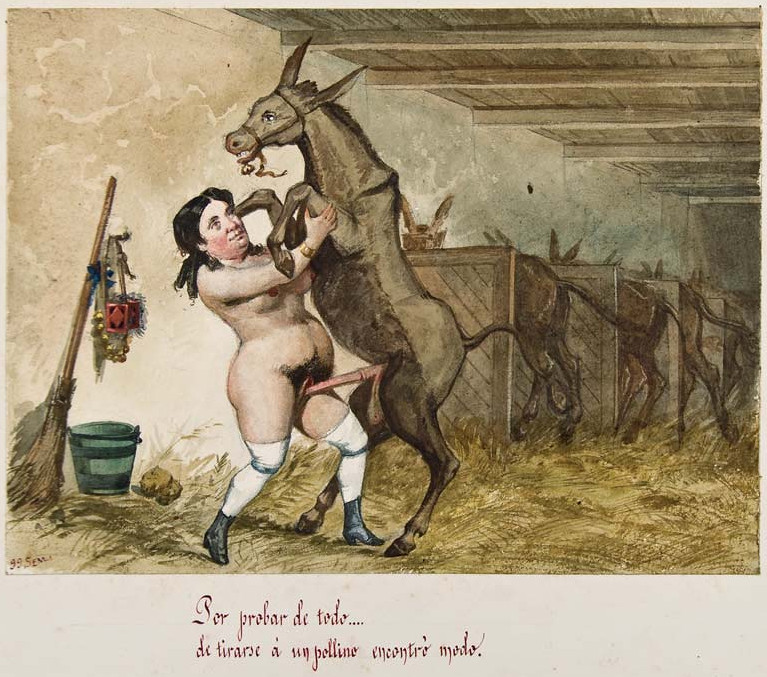
Isabel II fornicando con un asno

Los Borbones en pelota es el título de un álbum de láminas satíricas realizadas entre los momentos inmediatamente anteriores a la Revolución de 1868 y los comienzos del reinado de Amadeo I y están firmadas con el seudónimo SEM. Son 107 láminas, pintadas a la acuarela, denigratorias y hasta pornográficas, donde se caricaturiza a personajes públicos de finales del reinado de Isabel II, sobre todo de la casa real. Se las acompaña de agudos textos alusivos, a veces poéticos.
El álbum estuvo desaparecido hasta que en 1986 fue adquirido por la Biblioteca Nacional de España.

## Autoría
Según una necrológica dedicada a Gustavo Adolfo Bécquer de 1870 publicada en la revista republicana Gil Blas, Gustavo y su hermano Valeriano Domínguez Bécquer utilizaron la firma SEM para sus dibujos "en la primera época de esta publicación", fundada en 1864. Esto llevó a Robert Pageard, Lee Fontanella y María Dolores Cabra a publicar un libro con las láminas en 1991 en el que afirman que los hermanos Bécquer son los autores de Los borbones en pelota. Sin embargo, Jesús Rubio Jiménez duda de esta atribución, Rubén Benítez la niega y Joan Estruch Tobella afirma que el verdadero autor fue probablemente el republicano y anticlerical Francisco Ortego.
Bécquer era del ala más conservadora de los moderados, que estaba liderada por Luis González Bravo, y entre ambos se fraguó una buena amistad. González Bravo, que también tenía interés en la literatura, fue su mecenas y le invitaba a sus fiestas. González Bravo nombró a Gustavo Adolfo Bécquer censor de novelas en dos ocasiones. Considerar que SEM eran los hermanos Bécquer en 1991 creó un desconcierto enorme, porque convertía de golpe a los Bécquer en pornógrafos, republicanos, anticlericales y desagradecidos hacia González Bravo, que también aparece satirizado en los dibujos.
En la primera época de la revista Gil Blas, entre 1865 y 1866, se publicaron una serie de viñetas contrarias al gobierno de la Unión Liberal, que también salpicaban a la reina, y que estaban firmadas por SEM. Pero, según Estruch Tobella, tampoco es probable que los hermanos Bécquer estuvieran detrás de ellas y apunta siempre a Francisco Ortego.
Estruch teoriza que el responsable de Gil Blas, Manuel del Palacio, que había chocado con Gustavo en el café Suizo y tenía trabajando entonces en su periódico a Francisco Ortego, buscaba culpar a Bécquer de Los borbones en pelota para distanciarse lo más posible de ese álbum, ya que en 1870 esperaba beneficiarse de cargos dentro del nuevo régimen, bajo la protección de Sagasta, y ese tipo de dibujos dañaba su reputación. El hijo de Manuel del Palacio, Eduardo, habría seguido en esa línea cuando escribió en 1947 que los hermanos Bécquer siempre trabajaban unidos, hasta cuando firmaban como SEM. Eduardo también dijo que el choque en el café Suizo no fue la primera vez que su padre y Bécquer se enfrentaron.
Rubén Benítez, por su parte, acusa a Eusebio Blasco de haber atribuido a los hermanos Bécquer el seudónimo de SEM. Eusebio Blasco tenía en mala consideración a Gustavo Adolfo Bécquer. Blasco había sido uno de los fundadores de la revista Gil Blas y, aunque fue republicano, se alineó en 1870 a favor del gobierno. Su protector, Nicolás María Rivero, ocupó el ministerio de la Gobernación y le nombró su secretario particular. Por lo tanto, tenía los mismos motivos de Manuel del Palacio para acusar a los hermanos Bécquer de ser SEM.
Otro elemento en contra de que los hermanos Bécquer fuesen SEM está en el hecho de que una de las láminas, publicada en 2012 en una edición que ampliaba la de 1991, se burla del atentado contra Prim, que tuvo lugar el 27 de diciembre de 1870, cuando Gustavo y Valeriano ya habían muerto.

## Contenido
La pornografía más dura muestra a los más poderosos en orgías: la reina, el rey consorte, González Bravo, Marfori, Napoleón III, san Antonio María Claret, sor Patrocinio, etcétera. Luego hay caricaturas degradantes donde aparecen políticos progresistas como Prim, Espartero, Topete, Sagasta, etcétera. También hay láminas en las que se representan idealizaciones: la Libertad, la República, España, etcétera.